# Івиця Коневський
Івиця Коневський (мак. Ивица Коневски; 14 грудня 1978, Скоп'є) — македонський діяч, колишній мер общини Аеродром.

## Біографія
Коневський народився 14 грудня 1978 року в Скоп'є. За фахом має диплом юриста, вищу освіту здобув на юридичному факультеті Університету Св. Кирила і Мефодія.
Його першим досвідом у політиці була посада радника в Раді міста Скоп'є в період 2005-2006 років. Потім був призначений генеральним директором Державного підприємства з управління житлом та комерційними приміщеннями Республіки Македонія (JPSSDP). Крім того, він був головою ради директорів міського торгового центру – Скоп'є. Будучи директором JPSSDP, він ініціював реконструкцію стадіону імені Філіпа II та будівництво північної трибуни, а також відповідав за проект будівництва нових квартир для молодих сімейних пар.
На місцевих виборах 2009 року Коневський, як кандидат від ВМРО-ДПМНЕ, здобув пост мера в першому турі, перемігши опозиційного кандидата Тихомира Ілієвського. На наступних місцевих виборах 2013 року він святкував перемогу над Діме Велковським з СДСМ, набравши 63% від загальної кількості бюлетенів.
Згідно з опитуванням, проведеним у 2012 році порталом «Скопје Инфо», Івиця Коневський був визнаний «найуспішнішим мером Скоп’є». Його важливіші проекти – будівництво парків у селищах Ново Лисиче та Аеродром, реконструкція початкових та середніх шкіл у муніципалітеті, а також розміщення КК МЗТ Скоп'є під муніципальною шапкою.

## Зовнішні посилання
- Біографія на сайті муніципалітету Аеродрому [Архівовано 11 грудня 2011 у Wayback Machine.] Архівовано 11 грудня 2011 року.
- Портал діяльності міського голови [Архівовано 3 квітня 2013 у Wayback Machine.] Архівовано 3 квітень 2013 року.
- Профіль у Facebook
- Інтерв’ю Коневського для Куриру [Архівовано 22 березня 2013 у Wayback Machine.] Архівовано 22 березня 2013 року.